# Bettina Falk
Bettina Falk Hansen (* 31. März 1981) ist eine ehemalige dänische Fußballspielerin.

## Karriere

### Vereine
Falk spielte auf der Insel Seeland für die in Lillerød ansässige Lillerød Idrætsforening Fußball. Dem Jugendalter entwachsen begab sie sich nach Hillerød und war dort für die Hillerød Gymnastik- og Idrætsforening von 1999 bis 2002 aktiv. Von 2002 bis 2003 spielte sie in Kopenhagen für den FC Kopenhagen, bevor sie vom Brøndby IF verpflichtet wurde und in der 3F Ligaen, der seinerzeit höchsten Spielklasse im dänischen Frauenfußball, zu 84 Punktspielen und sieben Toren kam. Während ihrer fünfjährigen Vereinszugehörigkeit gewann sie mit ihrer Mannschaft viermal die Meisterschaft und dreimal den nationalen Vereinspokal.

### Nationalmannschaft
Als Nationalspielerin für die DBU debütierte sie in der U17-Nationalmannschaft, mit der sie am heimischen Turnier um den Nordic-Cup teilnahm und alle vier Turnierspiele bestritt. Ihr erstes Länderspiel erfolgte am 28. Juni 1998 in Randers im torlosen Spiel gegen die U17-Nationalmannschaft Islands. Ihr erstes Länderspieltor gelang ihr nach der 1:4-Niederlage gegen die U17-Nationalmannschaft Deutschlands am 30. Juni 1998, beim 2:0-Sieg über die U17-Nationalmannschaft Finnlands ein Tag später.
Vom 2. November 1998 bis zum 22. April 2000 wurde sie in acht Länderspielen in der U19-Nationalmannschaft eingesetzt; zwei Freundschaftsspiele (0:2 vs. USA; am 13. März 1999 und 0:4 vs. Schweden; am 1. September 1999) und sechs EM-Qualifikationsspiele (2 S, 4 N).
Vom 15. Juli 2001 bis zum 27. Juli 2003 bestritt sie 15 Länderspiele für die U21-Nationalmannschaft, davon fünf Freundschaftsspiele und zehn in den drei Turnieren um den Open-Nordic-Cup. Ihr erstes von zwei Toren erzielte sie am 15. Juli 2002 in Randers bei der 1:3-Niederlage gegen die U21-Nationalmannschaft Deutschlands mit dem Treffer zum 1:1 in der 18. Minute.
Für die A-Nationalmannschaft bestritt sie in sechs Jahren 56 Länderspiele, beginnend mit dem 3:3-Unentschieden gegen die A-Nationalmannschaft Norwegens am 17. Februar 2003 in La Manga del Mar Menor und abschließend mit der 0:1-Niederlage gegen die Nationalmannschaft der Ukraine am 22. Juni 2008 in Tschernihiw im siebten Spiel der EM-Qualifikationsgruppe 5.
Dazwischen bestritt sie zehn weitere EM- und zwei WM-Qualifikationsspiele, kam je zweimal in den beiden Turnieren zum Einsatz (jeweils 1. und 2. Gruppenspiel) wie auch in zwei Qualifikationsspielen für das olympische Fußballturnier 2008 gegen die Nationalmannschaft Schwedens (2:4 am 8. November 2007 in Viborg und 1:3 am 28. November 2007 in Stockholm).
Des Weiteren nahm sie an sechs aufeinander folgenden Turnieren (2003 – 2008) um den Algarve-Cup teil und bestritt insgesamt 21 Turnierspiele. In den letzten beiden Jahren erreichte sie mit ihrer Mannschaft jeweils das Finale, das jeweils gegen die US-amerikanische Nationalmannschaft mit 0:2 und 1:2 verloren wurde. Zu ihrem Debüt-Länderspiel, das in Freundschaft stattgefunden hat, folgten 15 weitere (4 S, 3 U, 8 N). Mit der 2:6-Niederlage gegen die Nationalmannschaft Deutschlands am 25. Mai 2003 in Haderslev und dem 7:2-Sieg über die Schweizer Nationalmannschaft am 27. April 2005 in Vildbjerg wurden die torreichsten Spiele beendet.

## Erfolge
Nationalmannschaft
- Algarve-Cup-Finalist 2007, 2008

Bröndby IF
- Dänischer Meister 2004, 2005, 2006, 2007, 2008
- Dänischer Pokal-Sieger 2004, 2005, 2007